# Closed-end fund
Closed-end fund  (CEF eller sluten fond) är en värdepappersfond med ett fast antal andelar. Detta till skillnad från en open-end fond (öppen fond) där nya andelar skapas för att möta efterfrågan från investerare. En CEF har alltid ett förutbestämt datum då fondens andelar kommer att lösas in mot värdet av sina andelar. Detta datum kan dock ligga mycket långt fram i tiden.
Closed-end fonder  brukar vanligen vara noterade på en erkänd aktiebörs och kan köpas och säljas i likhet med vanliga aktier. Priset per andel bestäms av marknaden och kan skilja sig från det underliggande värdet eller det så kallade substansvärdet (NAV) vilket är det verkliga värdet på de investeringar som innehas av fonden. Priset sägs ligga på en rabatt eller premie beroende på om fondens börsvärde under- eller överstiger fondens substansvärde. Några skillnader från investeringsfonder och vanliga börshandlade fonder är att nya andelar bara ges ut vid börsnoteringen och att fonden inte är förpliktad att lösa in några andelar. Det förekommer dock i vissa fonder att andelar återköps.
Fondens innehav kan bestå av både noterade och onoterade innehav.